# Cuenca Minera de Huelva
La Cuenca Minera de Huelva és una comarca situada la província de Huelva, a Andalusia.
Està formada pels municipis de Berrocal, Campofrío, El Campillo, La Granada de Río-Tinto, Minas de Riotinto, Nerva i Zalamea la Real.
Es troba a l'est de la província i limita a l'est amb Sevilla, al sud amb El Condado, a l'est amb El Andévalo i al nord amb la Sierra de Huelva.